# Peucetia crucifera
Peucetia crucifera är en spindelart som beskrevs av Lawrence 1927. Peucetia crucifera ingår i släktet Peucetia och familjen lospindlar.
Artens utbredningsområde är Namibia. Inga underarter finns listade i Catalogue of Life.